# Motupillo
Motupillo es una localidad ubicada en el distrito de Pítipo, en el departamento de Lambayeque.

## Demografía
En el 2017 tiene una población de 2 127 habitantes.